# Carlos Fonte Boa
Carlos Fonte Boa (Rio de Janeiro, 12 de junho de 1979) é um ator, bailarino, diretor e dramaturgo brasileiro.

## Biografia
Em 1999 e 2000, dedica-se à dança, fazendo cursos de street dance, jazz, dança contemporânea, no Grupo de Rua de Niterói (GRN), fundado pelos coreógrafos Bruno Beltrão e Rodrigo Bernardi. Em 2007, forma-se em Interpretação Cênica da Casa das Artes de Laranjeiras (CAL), no curso regular de formação de ator.
Em 2008 e 2009, faz especialização em aplicabilidade de break movement em linguagem teatral pela Universidade de Nova Iorque, no Programa de Literatura Dramática e Direção Teatral, e técnicas corporais, como Sistema Laban, viewpoints e contact improvisation pela Southern University de Baton Rouge, capital da Louisiana.
Como bailarino, já fez tour dançando hip hop com a New York Company, nos Estados Unidos, apresentou o espetáculo Brazilian Ball, no Canadá, e já participou de shows como bailarino de bandas e artistas da música no Brasil.

## Carreira

### Teatro
| Ano  | Título                              | Autoria        | Direção            | Ref.  |
| ---- | ----------------------------------- | -------------- | ------------------ | ----- |
| 2005 | O Jardim das Cerejeiras             | Anton Tchekhov | Renato Icarahy     |       |
| 2006 | Merlin ou A Terra Deserta           | Tankred Dorst  | Renato Icarahy     |       |
| 2007 | O Senhor Puntila e seu criado Matti | Bertolt Brecht | Moacir Chaves      |       |
| 2007 | Canção da Pérola                    |                | Celina Sodré       | [ 3 ] |
| 2007 | Depois da chuva                     | Sergi Belbel   | Thierry Trémouroux | [ 4 ] |
| 2009 | A Teia                              |                | Carlos Fonte Boa   | [ 5 ] |

### Televisão
| Ano       | Título                      | Personagem       | Ref.                                    |
| --------- | --------------------------- | ---------------- | --------------------------------------- |
| 2010      | Ti Ti Ti                    | Gentil           |                                         |
| 2011      | Cordel Encantado            | Soldado Tirso    |                                         |
| 2011      | Insensato Coração           | Antenor          |                                         |
| 2011      | Batendo Ponto               | Áureo            | Episódio: "Como Não Virar uma Funkeira" |
| 2012      | Aquele Beijo                | Hermes           |                                         |
| 2012      | Gabriela                    | Maciel           |                                         |
| 2012      | Avenida Brasil              | Marcelo          | [ 6 ]                                   |
| 2013      | Tapas & Beijos              | Eurico           |                                         |
| 2013      | Uma Rua Sem Vergonha        | Saulo            |                                         |
| 2013      | Amor à Vida                 | Traficante       |                                         |
| 2013      | Junto & Misturado           | Carlos           | Episódio: "22 de dezembro"              |
| 2014      | Zorra Total                 | Ênio/Eurico      |                                         |
| 2014      | A Teia                      | Cabo Zucco       |                                         |
| 2014      | Segunda Dama                | Garotão          |                                         |
| 2014      | Joia Rara                   | Jairo            |                                         |
| 2014      | Além do Horizonte           | Policial Marques |                                         |
| 2015      | Babilônia                   | Beto             |                                         |
| 2015      | I Love Paraisópolis         | Breno            |                                         |
| 2015      | Totalmente Demais           | Paulo            |                                         |
| 2016      | Êta Mundo Bom!              | Ermenegildo      |                                         |
| 2016      | A Lei do Amor               | Léo              |                                         |
| 2017      | Rock Story                  | Hugo             |                                         |
| 2017      | A Força do Querer           | Paiva            |                                         |
| 2017      | Pega Pega                   | Jarbas           |                                         |
| 2017      | O Outro Lado do Paraíso     | Frentista        | Episódio: "11 de novembro"              |
| 2018–2019 | Malhação: Vidas Brasileiras | Mark             |                                         |
| 2019      | Verão 90                    | Daniel           |                                         |
| 2019      | Órfãos da Terra             | Transeunte       |                                         |
| 2021      | Gênesis                     | Dov              | Fase: "Ur Dos Caldeus"                  |

### Cinema
| Ano  | Título                       | Personagem | Ref.  |
| ---- | ---------------------------- | ---------- | ----- |
| 2015 | B.O. - Boletim de Ocorrência | Robson     | [ 8 ] |